# Andreu Ferret Sobral
Andreu Ferret i Sobral (Palma, 1940-1997) fou un periodista i professor mallorquí.
Després de cursar estudis universitaris, s'instal·là a Madrid, on va viure des del 1957
fins al 1968, any en què va entrar a formar part de la redacció de Diario de Mallorca. Va ser professor de Dret Polític a la Universitat de les Illes Balears. El 1997 va rebre pòstumament el Premi Ramon Llull en reconeixement de la seva gran tasca com a editorialista i articulista d'opinió al Diario de Mallorca i del seu mestratge en la professió. Per la lucidesa i el rigor amb què sempre va analitzar, des de la independència i la tolerància, el món social i de les Illes Balears.

## Reconeixement
A Palma a la barriada de Sant Agustí, a Calvià i a Portals Nous li van dedicar un carrer. La Fundació Gadeso edita una col·lecció de llibres de butxaca «Andreu Ferret».